# Museo dell'arte socialista
Il Museo dell'arte socialista (in bulgaro Музей на социалистическото изкуство?) è un museo situato a Sofia, Bulgaria, ed è una filiale della Galleria nazionale.
Ḕ la prima istituzione museale in Bulgaria, progettata per raccogliere, preservare e presentare gli esempi dell'arte bulgara realizzati nel periodo 1944-1989, tematicamente legati all'era del socialismo.
Il museo è stato inaugurato il 19 settembre 2011, con una cerimonia solenne alla presenza del primo ministro Bojko Borisov, dei vice primi ministri Cvetan Cvetanov e Simeon Djankov, del ministro dello sviluppo regionale Liliana Pavlova, della sindaca di Sofia Jordanka Fandǎkova, di parlamentari e altri funzionari.

## Complesso museale
Il complesso museale è costituito da un parco, una sala espositiva e una sala video.
Il parco, con una superficie di 7500 m2, ospita 77 opere di scultura monumentale, pincpalmente statue e busti di celebri comunisti bulgari e sovietici, tra cui Georgi Dimitrov, Dimitar Blagoev, Vasil Kolarov, Vladimir Lenin, Cviatko Radojnov e altri. È presente anche un monumento dedicato a Todor Živkov. Le restanti statue rappresentano esempi tipici del realismo socialista, raffiguranti partigiani, soldati dell'Armata Rossa e operai.
La sala espositiva, di circa 550 mq2, presenta 60 dipinti e 25 opere di scultura da cavalletto.
Nella sala video vengono proiettati documentari dell'era del socialismo in Bulgaria. Adiacente a quest'area, è presente anche un negozio di souvenir che propone sia oggetti autentici dell'epoca che manufatti contemporanei.

## La stella a cinque punte del Palazzo del Partito comunista

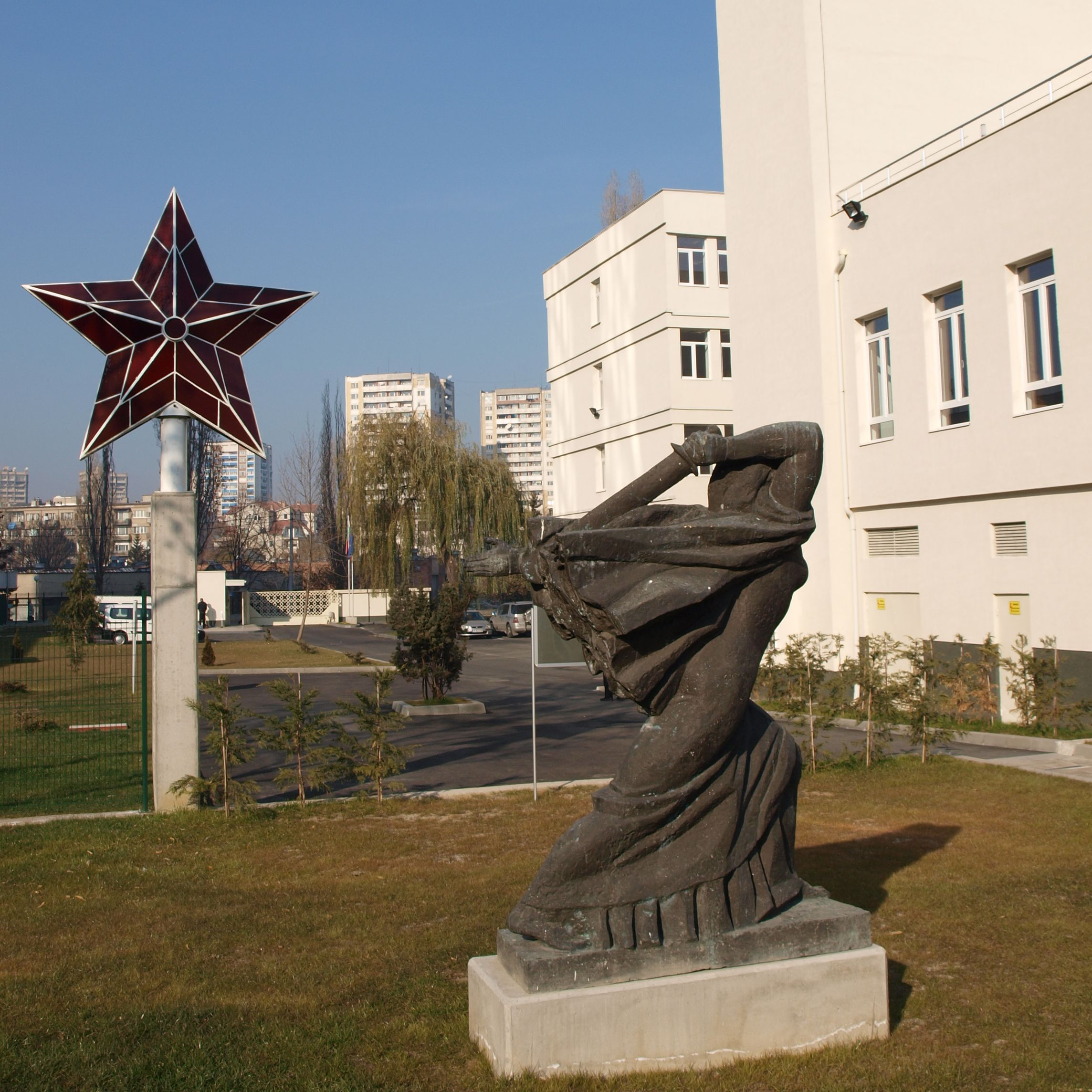
L'originale stella rossa a cinque punte, che dal 1956 al 1984 ha incoronato il Palazzo del Partito comunista.

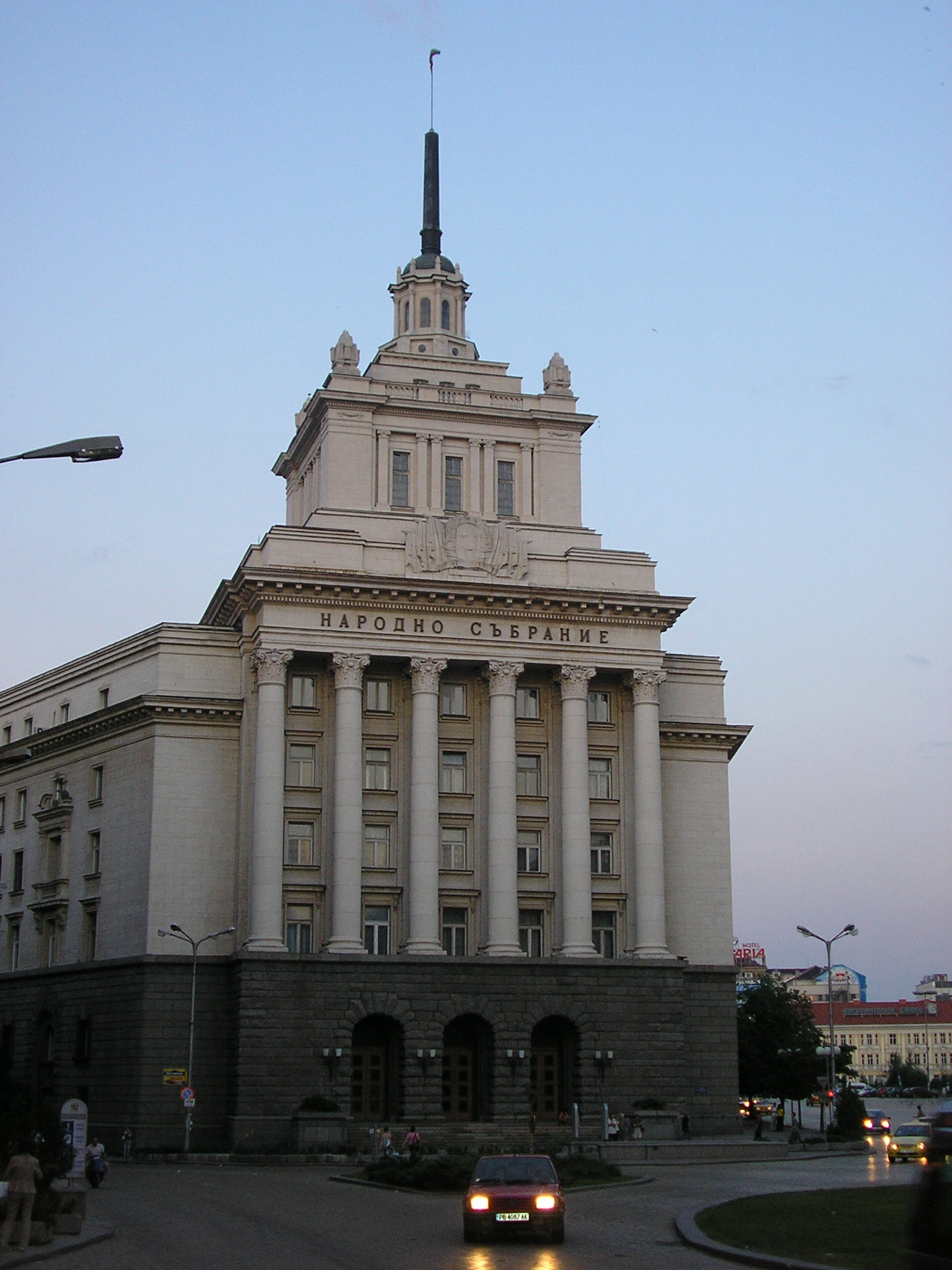
L'ex Palazzo del Partito comunista, oggi l'Assemblea nazionale.

A destra dell'ingresso del parco del museo si trova l'originale stella rossa a cinque punte, simbolo del socialismo e del comunismo nella Repubblica popolare di Bulgaria. Dal 1954 al 1984 essa ha incoronato il Palazzo del Partito comunista (oggi sede dell'Assemblea nazionale) nel centro di Sofia.
Con il decreto n. 648 del 25 luglio 1984, il Segretariato del Comitato Centrale del Partito comunista bulgaro diede il consenso alla progettazione e alla ricostruzione della stella sulla torre del Palazzo del Partito, ispirata a quella di rubino sulla torre del Cremlino a Mosca. L'attuazione ebbe inizio con una lettera del Comitato Centrale del PCUS indirizzata al compagnia Kručin. L'acquisto, la consegna e l'installazione furono affidati alla compagnia bulgara per il commercio estero Technoimportexport.
La cosiddetta stella n. 2, realizzata in rubino sintetico, fu progettata dagli specialisti sovietici con un diametro di 3 metri, una guglia portante di 2 metri e un peso inferiore a 1200 kg. Tuttavia, per risultare più piccola di quella sovietica, fu effettivamente prodotta con un diametro di 2,5 metri. Il designer bulgaro fu l'architetto prof. Ivan Ivančev. Lo spessore massimo al centro era di 700 mm.  
All'interno, era prevista una fonte luminosa da 5000 watt, in grado di distribuire il flusso luminoso in maniera uniforme attraverso tutte le sfaccettature del rubino, grazie a un rifrattore volumetrico di specchi. I singoli vetri misuravano 800 x 300 mm. Il funzionamento doveva essere garantito a temperature ambientali comprese tra -27,5 C e +37,4 C. 
Il rivestimento in oro della stella fu realizzato presso la fabbrica Komuna a Sopot, in Bulgaria, con attrezzature importate dall'Unione Sovietica. Il know-how, la produzione, l'imballaggio e le strutture per la stella ordinata nell'Unione Sovietica furono stimati in 573.246 rubli traslativi, con ulteriori14.643 rubli destinati a spese di trasporto e installazione
La rimozione della stella n. 2 dal Palazzo del Partito a Sofia fu delierata durate il 39º Congresso del Partito Socialista Bulgaro.

## Altri dipartimenti e istituzioni
L'edificio del museo ospita diverse strutture del Ministero della Cultura, tra cui: 
- L’Ensemble folcloristico statale “Filip Kutev”, noto per la promozione delle tradizioni musicali bulgare

- L’Istituto Nazionale per il Patrimonio Culturale Immobile, responsabile della conservazione dei beni architettonici e storici

- L’impresa statale “Restavratsia” EAD, specializzata nel restauro dei monumenti

- Il Centro Regionale per la Protezione del Patrimonio Culturale Immateriale dell’Europa Sud-Orientale, che opera sotto l’egida dell’UNESCO
- Un deposito della Galleria Nazionale d’Arte, utilizzato per la conservazione e lo stoccaggio delle opere

## Opinione popolare
Molti delle statue, dei busti e dei bassorilievi esposti sono stati realizzati in rame, bronzo e altre leghe di metalli preziosi. Nonostante ciò, non sono stati fusi o distrutti, ma conservati con cura per più di 20 anni, dalla Assemblea del 19 novembre 1989 fino al 2011, anno in cui sono stati raccolti e inclusi nel museo. 
Oltre a queste opere, la Bulgaria conserva più di 400 monumenti russi, tra cui alcuni di epoca sovietica, come Alëša, il Monumento all'Esercito sovietico e altri.
La creazione del museo ha suscitato forti reazioni da parte dei partiti politici di destra in Bulgaria.

## Galleria d'immagini

Il Parco del Museo dell'Arte Socialista
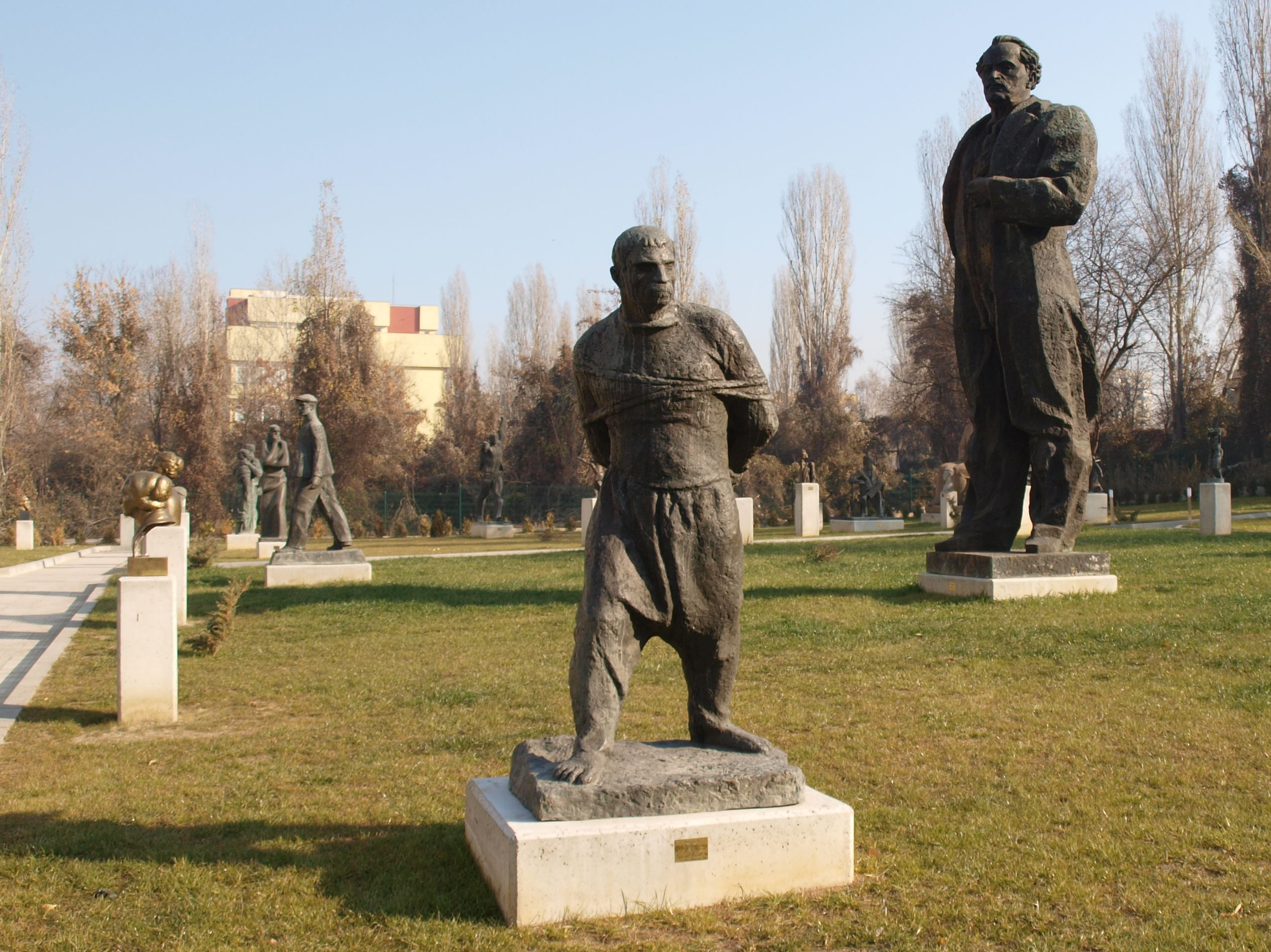
Un ribelle prigioniero e Georgi Dimitrov
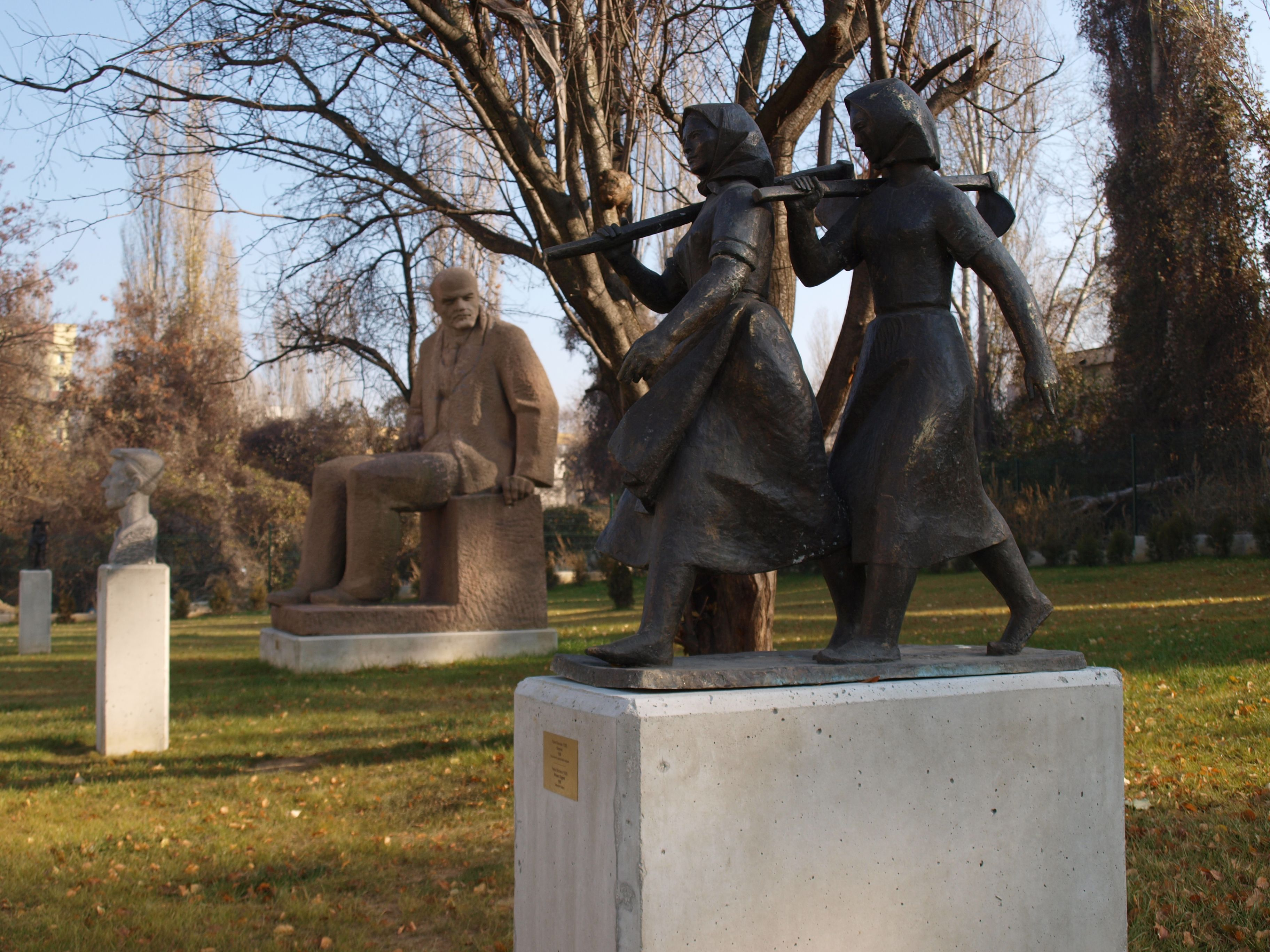
Lenin e collaboratori della Cooperativa agricola.
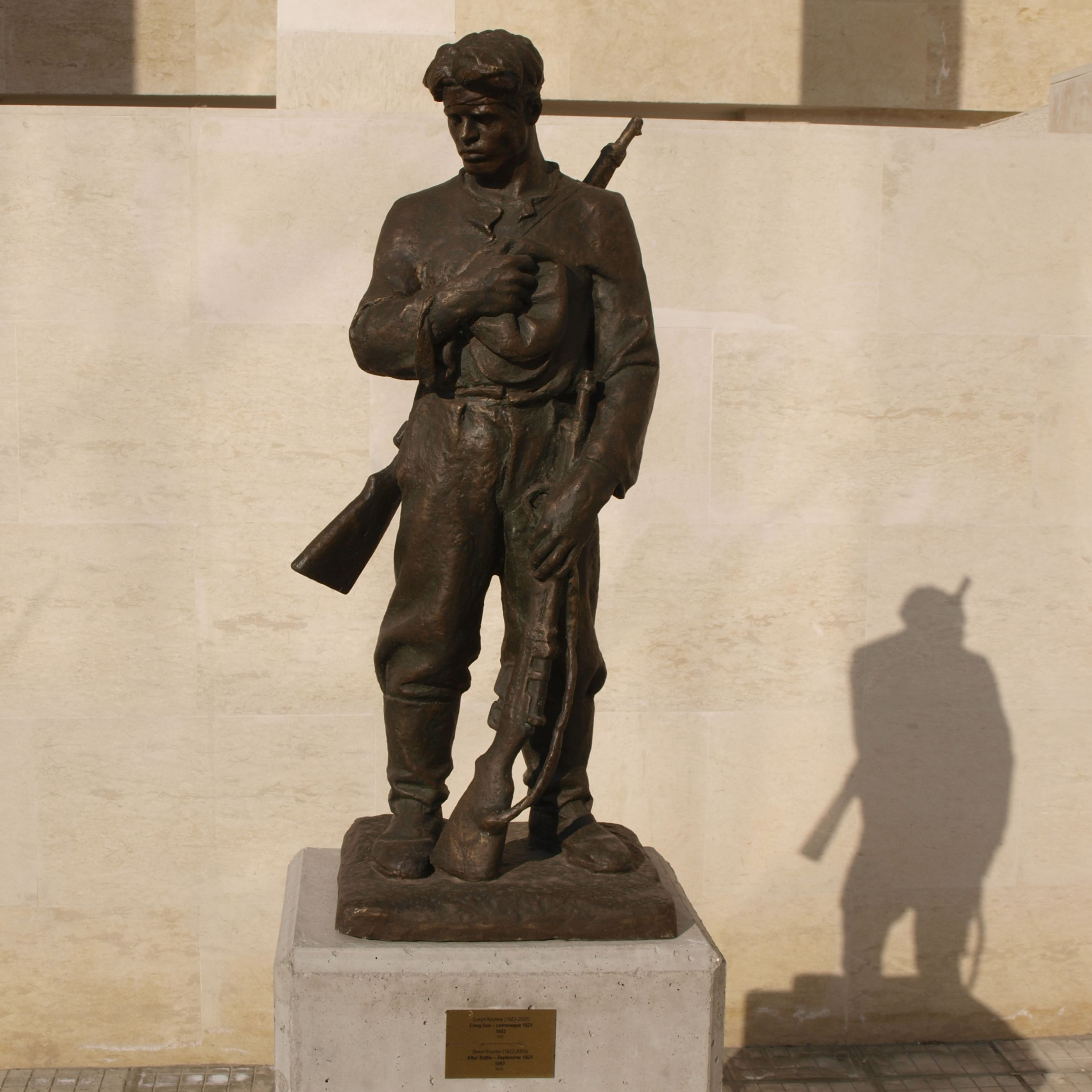
Sekul Krumov,"Dopo la battaglia - settembre 1923"
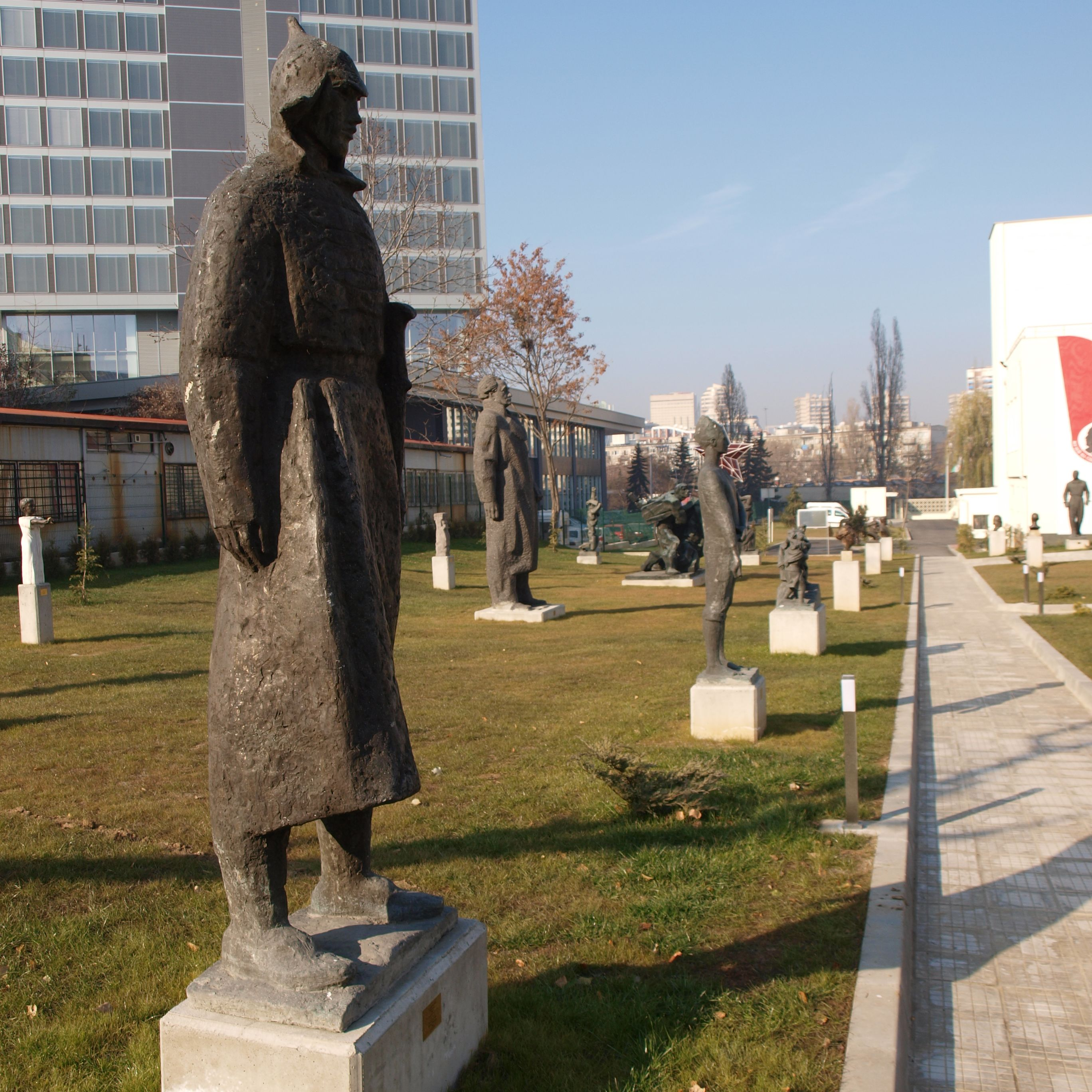
Un uomo dell'Armata rossa
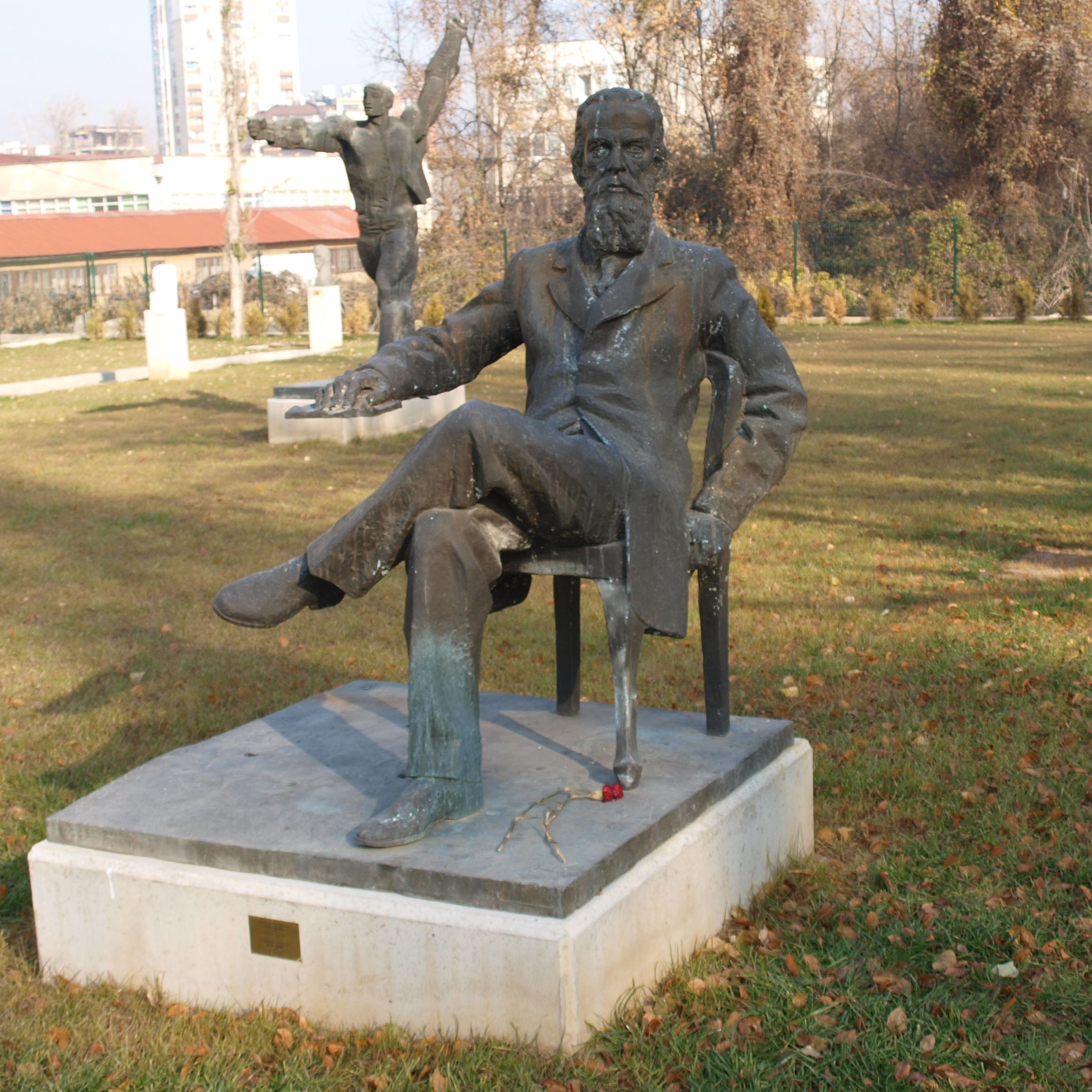
Dimităr Blagoev
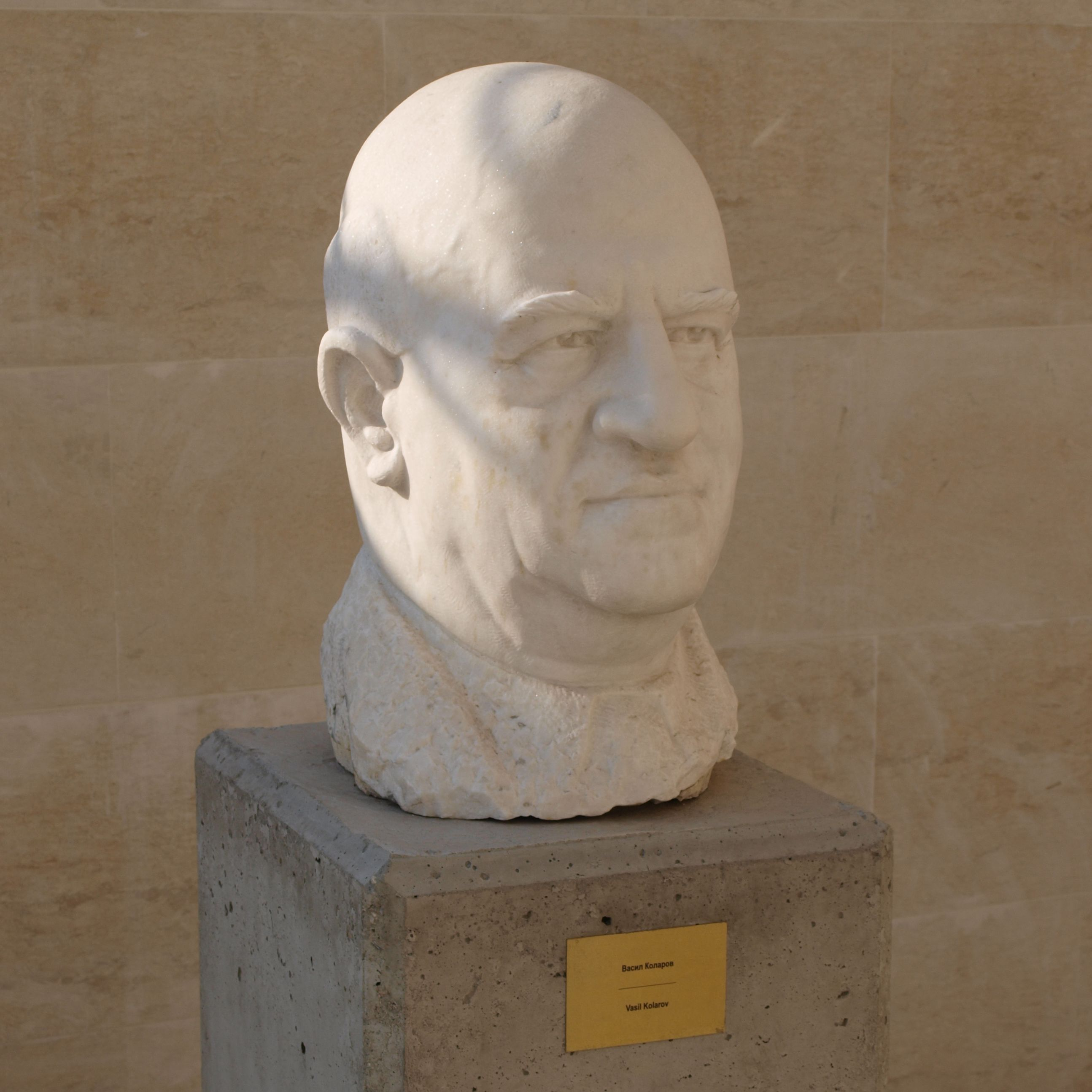
Vasil Kolarov
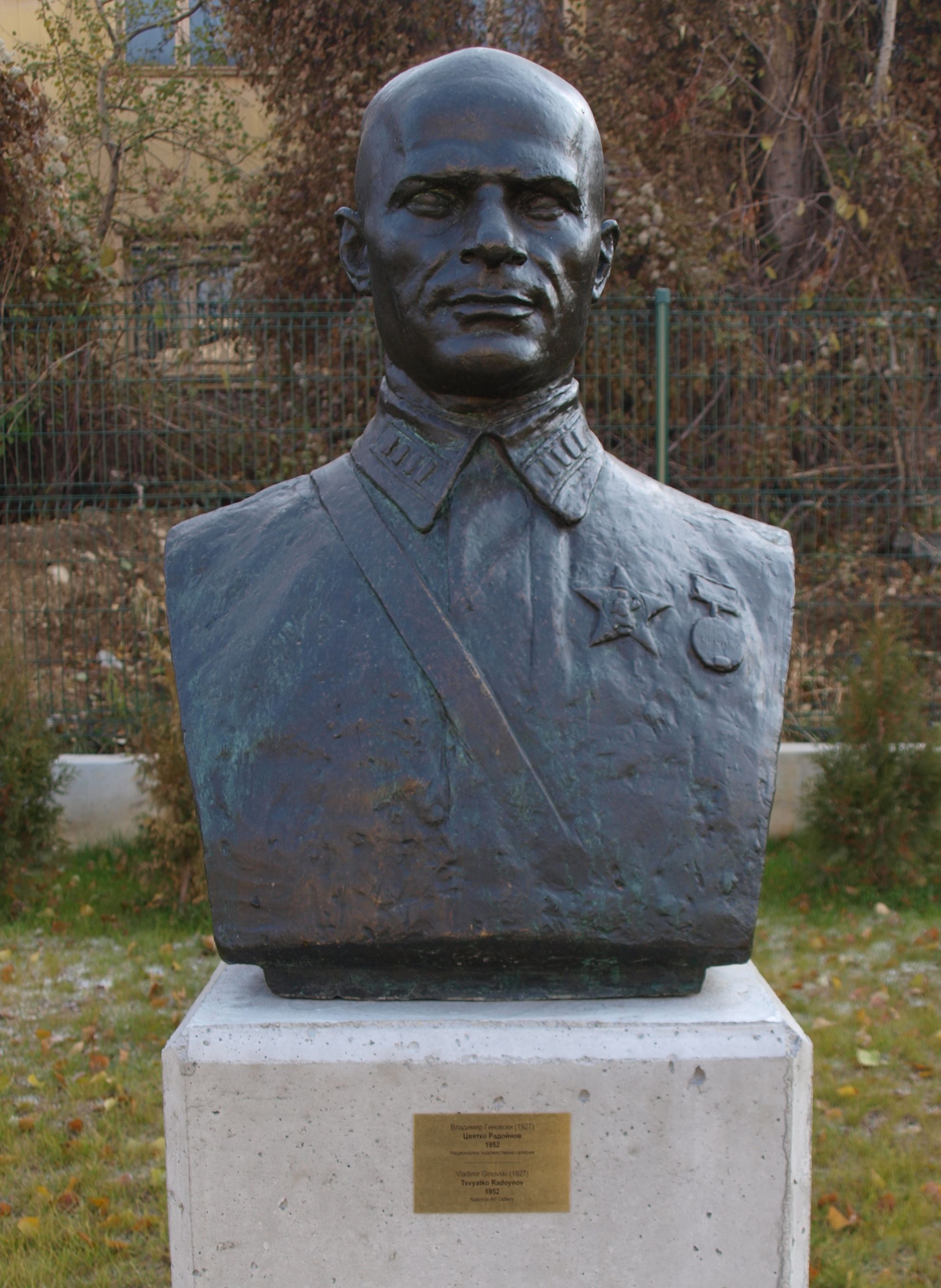
Cviatko Radojnov
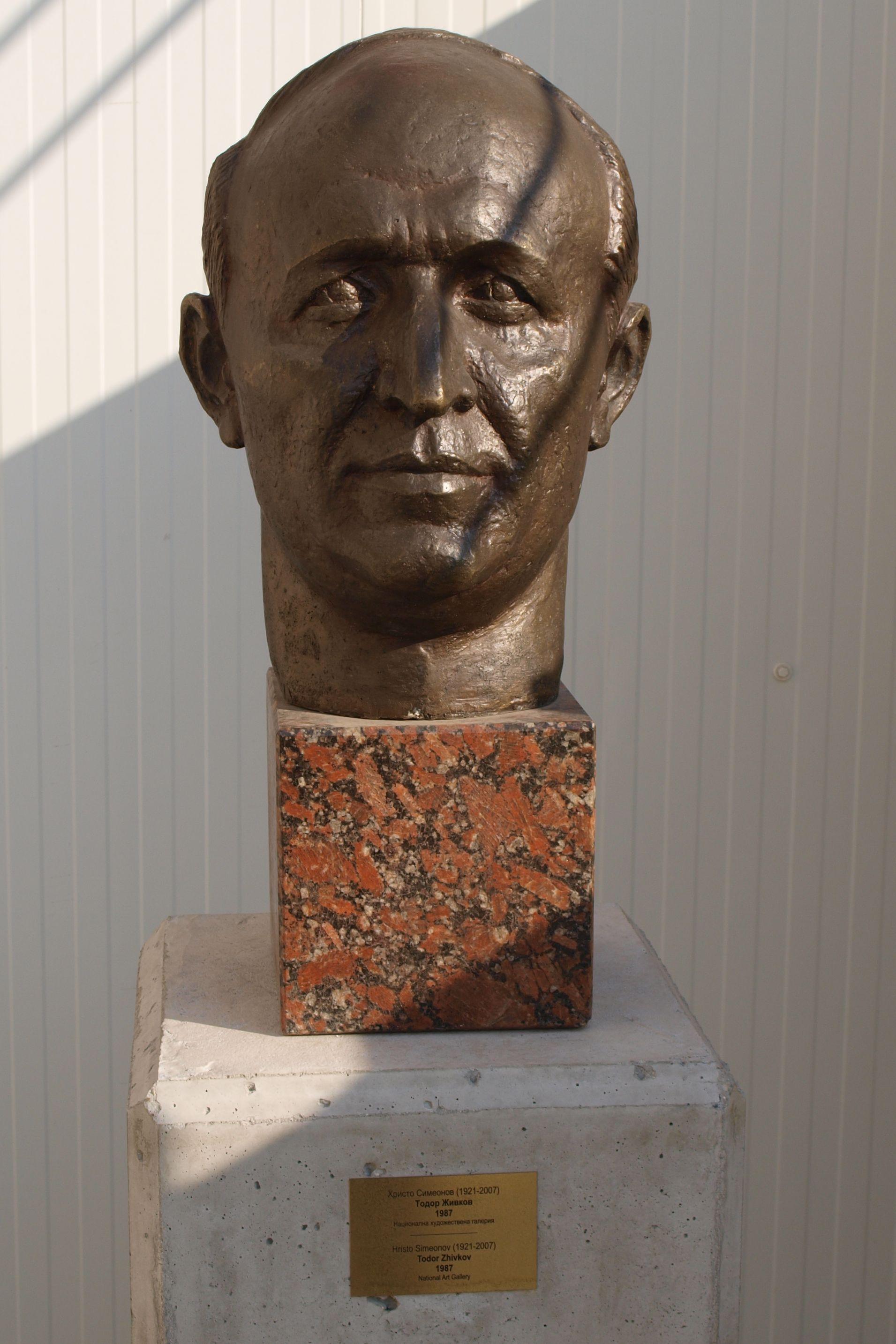
Todor Živkov
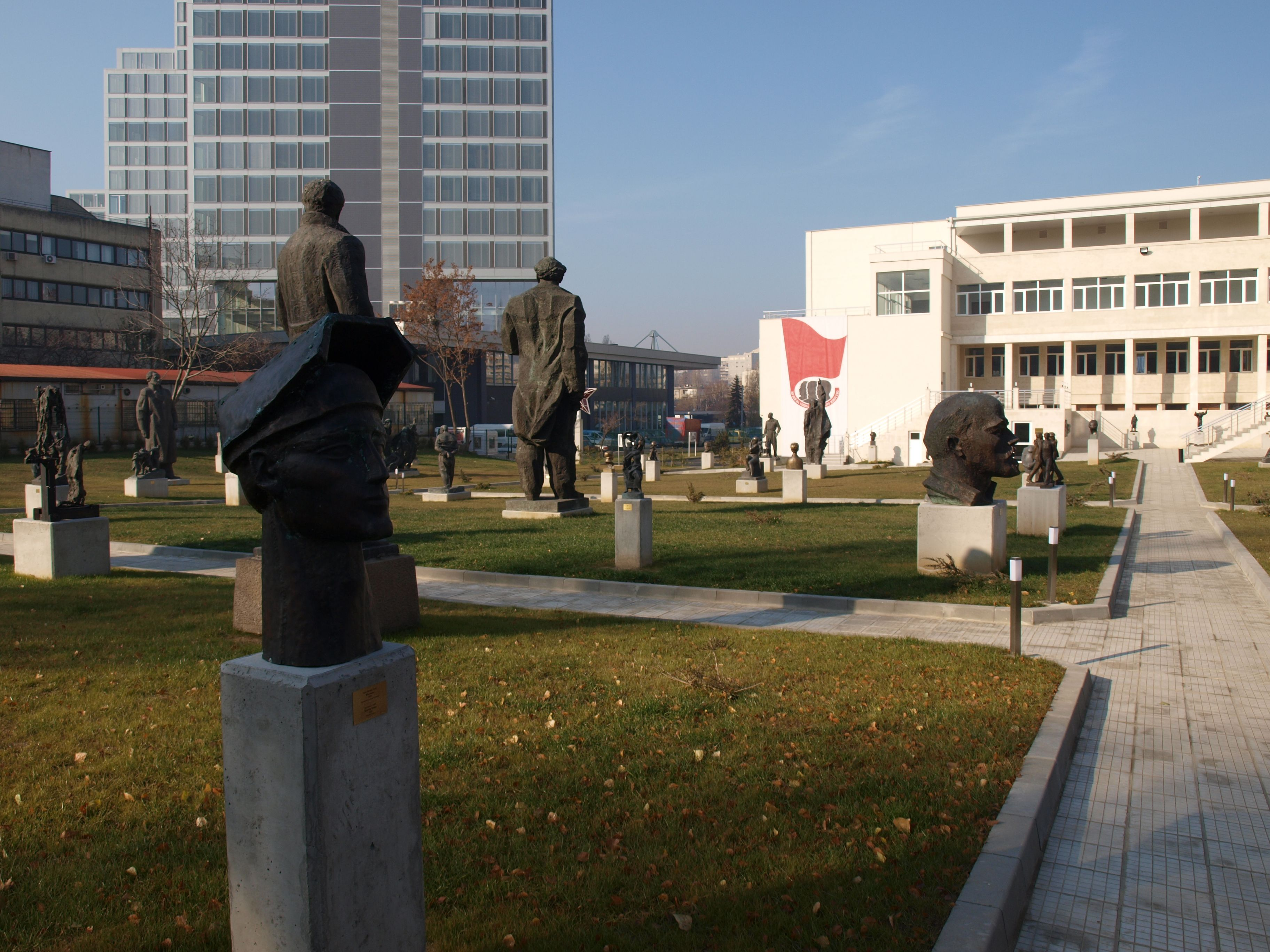
Saldatore